# Église Saint-Martin de Noironte
 (juillet 2018).
L'église Saint-Martin est un édifice religieux situé à Noironte, commune française du département du Doubs.

## Localisation

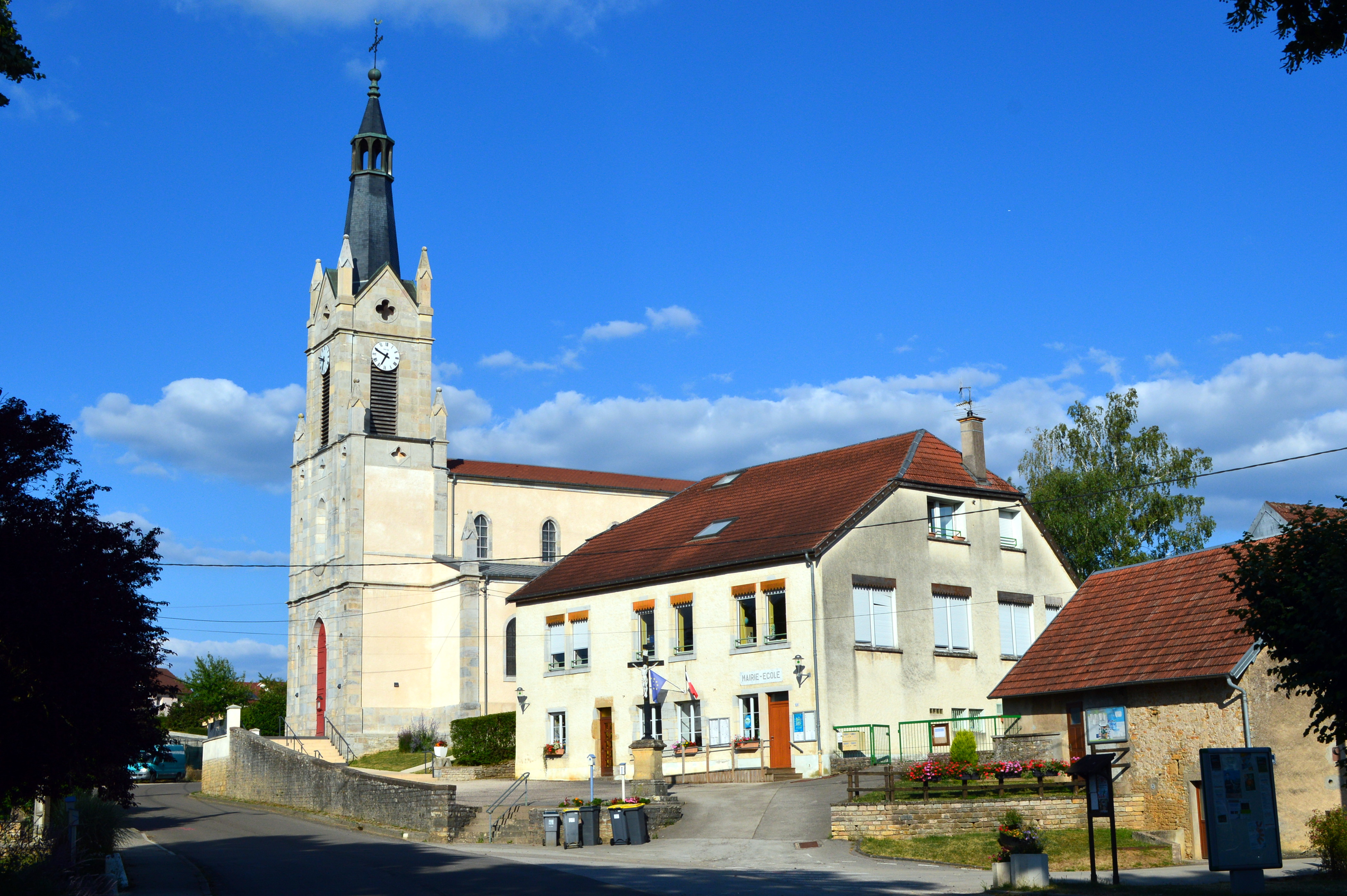
L'église, contiguë à la mairie-école, surplombe légèrement la place du village.

Située sur le territoire de la commune de Noironte, à une douzaine de kilomètres à l'ouest de Besançon, non loin de la limite entre le Doubs et la Haute-Saône, l'église Saint-Martin de Noironte est implantée à l'est du château de Noironte et de la place centrale du village, à l'entrée du noyau d'habitations ; elle est construite sur une terrasse dont l'altitude est de 225 m, soit une dizaine de mètres au-dessus du niveau de la rivière et surplombant d'environ six mètres la place du village. L'église de Noironte rompt avec l'orientation habituelle des édifices de culte chrétien (entrée à l'est et autel à l'ouest), son portail principal faisant face au nord-ouest et son abside pointant vers le sud-est. Elle borde la Grande Rue, artère principale du village et est contiguë à la mairie-école du village. Elle est bordée au sud et à l'est par l'ancien verger de la cure.

## Histoire
Le premier lieu de culte connu à Noironte est une chapelle dédiée à Saint Jean Baptiste dont la date de fondation n'est pas connue. D'après des archives, elle menace ruine en 1768 et elle est reconstruite entre 1771 et 1775 par l'architecte bisontin Louis Beuque et l'entrepreneur Jambard de Pin. Le 30 septembre 1807, un décret impérial érige la succursale de Noironte qui devient ainsi indépendante de la paroisse d'Audeux. En 1855, le conseil municipal décide de construire une église. La conception des plans et la rédaction du devis sont confiés à Martin Belliard, architecte de Besançon tandis que l'entrepreneur Th. Branget se voit confier le chantier de construction. Alors que les travaux ont bien commencé, un conflit se fait jour entre l'entrepreneur et la municipalité à cause d'un dépassement du devis établi initialement à 27 081,51 francs, une affaire qui semblerait avoir duré et avoir même été portée devant le Conseil d'État. Les travaux ne sont toujours pas achevés en 1877 mais la décoration intérieure sera finalement achevée vers 1879-1880 grâce à une donation de la famille Lisa de Chateaubrun qui possède le château de Noironte.
Des réparations sont effectuées sur l'église en 1893 et son clocher subit des réparations en 1909, 1930 et 1982. La sacristie est rénovée en 1991 et, en 1996, les revêtements intérieurs du chœur sont remis en état tandis que le beffroi subit des travaux de consolidation après que les poutres soutenant les cloches se soient déplacées et on en profite pour changer le mécanisme de l'horloge.
À partir de 1997, Noironte est rattachée à l'unité pastorale des Rives de l'Ognon au sein du Doyenné Banlieue-Val de l'Ognon.

## Statut et fonctionnement

### Liste des curés
Les dates entre parenthèses indiquent le début et la fin de la charge.
1. Guilloz (1876 – 1883
2. Hippolyte Borey (1884 – )
3. Antoine Baudet (1687 – 1701)
4. Petit (1889 – 1891)
5. Moniot (1893 – 1899)
6. Valère Bidoz (1899 – 1909)
7. Onésime Tournier (1909 – 1919)
8. Émile Barbier (1919 – 1932)
9. Georges Gabiot (1932 – 1936)
10. Charles Klinger (1936 – 1947)
11. Paul Sandoz (1948 – 1991)
12. Albert Viennet (1991 – )
13. Jean-Marie Dufay ( – 2015)
14. Michel Naas (2015 – )[Note 1],[1]

## Architecture

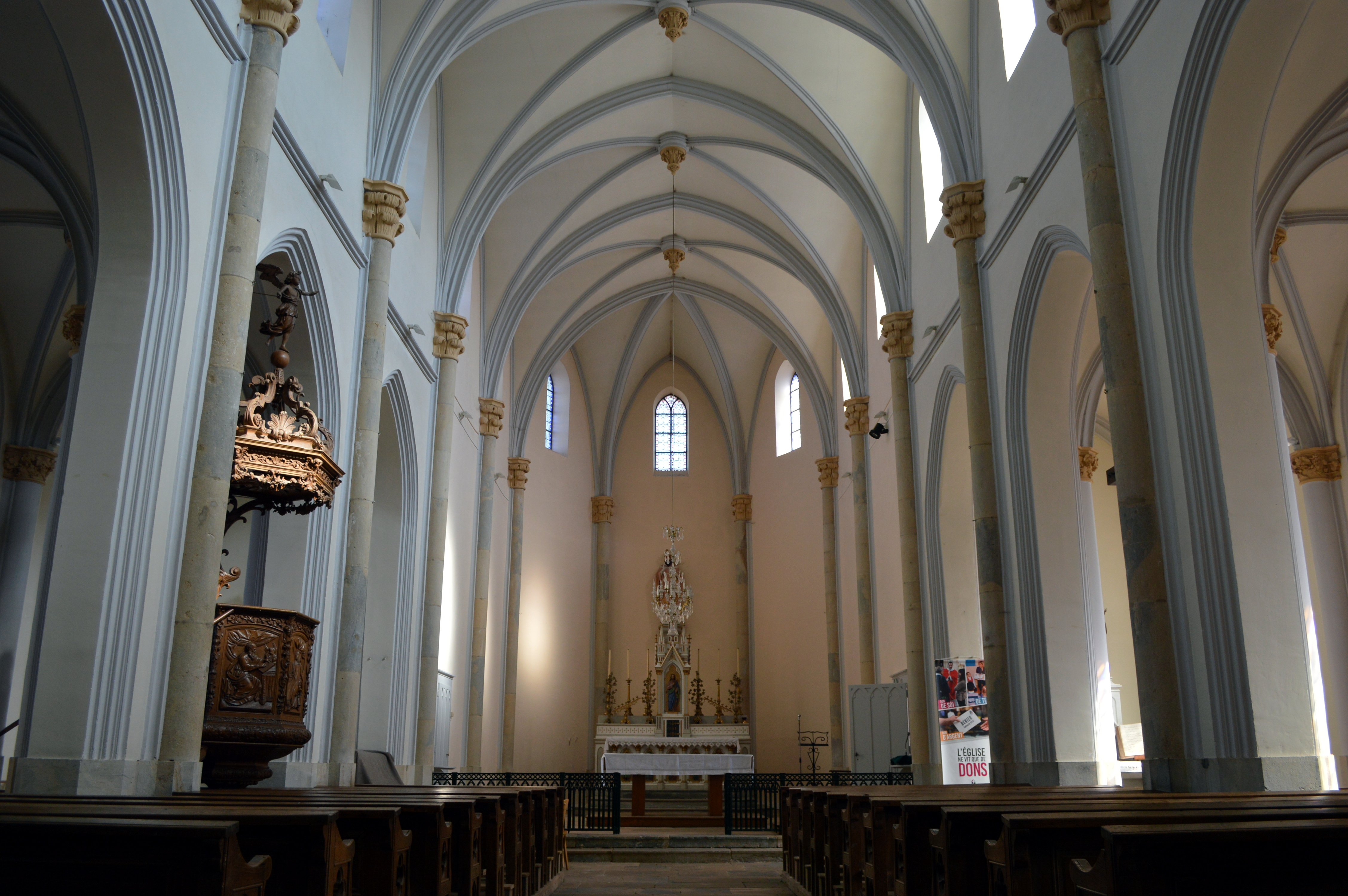
La nef de l'église Saint-Martin.

L'église Saint-Martin un édifice de style néo-gothique de superficie modeste (30 m × 15 m). Elle est de conception classique, composée d'une nef de quatre travées flanquée de bas-côtés, d'un chœur légèrement surélevé flanqué de deux sacristies et d'un clocher-porche. Le clocher, d'une hauteur de 39 mètres, présente une architecture originale, assez éloignée du clocher comtois traditionnel dans la région. Il s'agit d'une tour carrée ornée de pignons et surmontée d'une flèche qui comporte huit pans, dite à pyramide octogonale tronquée. La flèche, recouverte d'ardoises, est encadrée de quatre clochetons et surmontée d'un lanterneau et d'une croix.
La tour et les encadrements de fenêtres sont en pierre de Chailluz.

## Décor et mobilier

### Les autels
Le maître-autel de l'église Saint-Martin de Noironte est polychrome. Les personnages représentés dans son bas-relief sont, de gauche à droite : Abel, Aaron, le Christ-Sauveur, Abraham et Melchisédech. Au-dessus du tabernacle figure le Christ bon pasteur. L'autel collatéral situé à la gauche du chœur est dédié à la Vierge Marie. L'autel situé à la droite du chœur est dédié à Saint Joseph : il est surmonté d'une statue de Saint Joseph portant l'enfant Jésus sur son bras gauche et tenant une fleur de lys dans sa main droite.
| - L'autel collatéral dédié à la Vierge. - Le maître-autel. - L'autel collatéral dédié à Saint Joseph. |

### La chaire à prêcher
La chaire à prêcher a été classée en tant qu'objet mobilier au titre des monuments historiques le 20 février 1975. C'est une chaire à cuve hexagonale en bois taillé et vernis datant du XVIIIe siècle. Les quatre panneaux de la cuve représentent Sainte Thérèse d'Avila et les trois évangélistes Matthieu, Luc et Jean. Le panneau dorsal (situé derrière le prédicateur), représente le Christ docteur. Thérèse d'Avila est représentée dans son habit de carmélite avec un livre et une plume, témoignant de son œuvre littéraire, mystique et poétique. Les trois évangélistes sont représentés tenant leur évangile: Matthieu est représenté avec un ange, Luc avec un taureau et Jean apparaît avec un aigle.
| - Vue d'ensemble de la chaire à prêcher. - Panneau représentant Thérèse d'Avila. - Panneau représentant Jean. |

### Les bas-reliefs monumentaux
L'église comporte un bas-relief et un haut-relief monumentaux en plâtre, tous deux sculptés par René de Chateaubrun en 1926. 
Le bas-relief rend hommage aux morts de la Première Guerre mondiale originaires du village et porte l'inscription : « et lux perpetua luceat eis », que l'on peut traduire par « et que la lumière éternelle brille sur eux », issue du premier verset de la messe du Requiem. Il représente un soldat dont les jambes sont ensevelies dans la terre d'un sol planté de croix, et un ange, tous deux portant une plaque recensant le nom des victimes.
Le haut-relief est dédié à Marie, reine de la paix. Il porte l'inscription "Regina angelorum ora pro nobis", une des litanies de la Sainte-Vierge signifiant "Reine des Anges, priez pour nous". Elle représente la Sainte Vierge portant l'enfant Jésus, entourée d'anges et surmontée d'une colombe.
| - Bas-relief en hommage aux morts de la Grande Guerre. - Haut-relief dédié à Marie. |

### Autres ornements
La nef et les bas-côtés sont éclairés par deux rangées de vitraux géminés constitués de formes géométriques. On retrouve néanmoins un vitrail figuratif à la base du clocher.
|  |

Une statue située en hauteur dans l'abside représente Saint-Martin dans son habit d’évêque, avec une mitre. Les représentations de Saint-Martin en habit d'évêque font généralement apparaître parmi ses attributs une crosse dans sa main gauche, ici probablement manquante vu le mouvement de la main gauche qui devait s'enrouler autour. Sa main droite fait le signe de bénédiction.